# Александровка (Єсільський район)
Алекса́ндровка (каз. Александров) — село у складі Єсільського району Північноказахстанської області Казахстану. Входить до складу Ільїнського сільського округу, раніше було центром і єдиним населеним пунктом ліквідованої Александровської сільської ради.
Населення — 427 осіб (2021; 622 у 2009, 887 у 1999, 901 у 1989).
Національний склад станом на 1989 рік:
- росіяни — 73 %.